# Окапи (резерват)
„Окапи“ (на френски: Réserve de faune à okapis) e резерват в Демократична република Конго, в близост до границите с Южен Судан и Уганда. Територията му е 13 726,25 km2. През 1996 г. е вписан в Списъка на световното културно и природно наследство на ЮНЕСКО.
Резерватът се обитава от 5000 окапи, 2000 леопарда, а също и шимпанзета, биволи, африкански еленчета и крокодили в реките Непоко, Итури и Епулу. Той е едно от най-важните местообитания за птиците във вътрешната част на Африка – срещат се над 300 вида птици.
Тези територии са обитавани от пигмеите мбути и народа банту.